# 哈尔什库特
哈尔什库特，是匈牙利维斯普雷姆州所辖的一个村，总面积34.46平方公里，总人口670，人口密度19.4人/平方公里（2010年1月1日）。